# Joseph Tsai
Joseph Chung-Hsin Tsai (chinês: 蔡崇信; Taipei, janeiro de 1964) é um empreendedor bilionário e filantropista taiwanês-canadense. Ele é co-fundador e vice-presidente executivo do grupo Alibaba Group.
Nascido em Taiwan e educado nos EUA, ele é um cidadão naturalizado do Canadá. Ele é dono do Brooklyn Nets da National Basketball Association (NBA) e tem participações em várias outras franquias de esportes profissionais.

## Juventude, família e educação
Joseph Tsai nasceu em Taipei, Taiwan, filho de Paul C. Tsai (chinês: 蔡 中 曾, falecido em 4 de maio de 2013), advogado de segunda geração e Ruby Tsai. Ele tem três irmãos mais novos, Eva, Vivian e Benjamin. A família Tsai fugiu para Taiwan como parte do êxodo do Kuomintang depois que o Partido Comunista Chinês assumiu o controle da China continental em 1949.
Aos 13 anos, Tsai foi enviado aos Estados Unidos para estudar na Lawrenceville School em Lawrenceville, New Jersey, onde jogou lacrosse e futebol americano (como Inside linebacker) e era membro da Cleve House. Tsai matriculou-se na alma mater de seu pai, a Universidade de Yale. Ele jogou pelo time de lacrosse de Yale por quatro anos e tem sido um torcedor consistente do time.
Tsai obteve um B.A. em Economia e estudos do Leste Asiático por Yale em 1986. Em 1990, ele ganhou um J.D. pela Yale Law School, onde foi editor de artigos da Yale Law & Policy Review.

## Carreira
Tsai tornou-se tributário do escritório de advocacia Sullivan & Cromwell após a formatura e foi admitido como advogado na Ordem dos Advogados de Nova York em 6 de maio de 1991. Após três anos no escritório de advocacia, ele mudou para Private equity e ingressou na Rosecliff, Inc., uma pequena empresa de aquisição de gestão com sede em Nova York, como vice-presidente e conselheiro geral. Ele partiu para Hong Kong em 1995 para ingressar na Investor AB, onde era responsável por seus investimentos de capital privado na Ásia.
Foi nessa função que ele conheceu Jack Ma em 1999 em Hangzhou, após ser apresentado por um amigo que estava tentando vender sua própria empresa para Ma. Tsai ficou impressionado com a ideia dela de criar um mercado internacional de importação e exportação, bem como sua personalidade carismática, mas foi sua energia e entusiasmo que finalmente convenceram Tsai. Mais tarde naquele ano, ele deixou o emprego de $ 700.000 por ano na Investor AB e se ofereceu para se juntar a Ma como membro da equipe fundadora por quase nada. Na época, cada um dos 18 co-fundadores do Alibaba - dos quais Tsai era o único membro com educação ocidental - aceitava um salário de apenas US $ 600 por ano. Ele atuou como diretor de operações, diretor financeiro e membro fundador do conselho. Ele estabeleceu sozinho a estrutura financeira e jurídica do Alibaba, uma vez que nenhum outro membro da equipe tinha qualquer experiência em capital de risco ou direito. Em maio de 2013, ele se tornou o vice-presidente executivo do Alibaba. Ele se tornou o segundo maior acionista individual do Alibaba depois de Ma.

## Propriedade de esportes
Em setembro de 2019, Tsai tornou-se o proprietário do Brooklyn Nets da NBA e o presidente do Barclays Center, o ginásio dos Nets. Ele investiu inicialmente na equipe da NBA em outubro de 2017, comprando uma participação de 49% do bilionário russo Mikhail Prokhorov em um negócio que avaliou a equipe em US $ 2,3 bilhões, com a opção de comprar o restante da participação do time até 2021. Tsai exerceu essa opção em agosto de 2019 e, ao mesmo tempo, comprou a arena dos Nets de Prokhorov por quase US $ 1 bilhão em um negócio separado.
A propriedade de Tsai inclui o Long Island Nets da G-League e o Nets Gaming Crew da NBA 2K League. Em janeiro de 2019, Tsai chefiou um grupo que comprou o New York Liberty da WNBA da The Madison Square Garden Company. Ele é dono do San Diego Seals, um time profissional de lacrosse da National Lacrosse League (NLL).
Ele também é presidente da J Tsai Sports. Por meio dessa empresa, ele tem investimentos na emergente liga de lacrosse de campo, na Premier Lacrosse League e em várias empresas de mídia esportiva e tecnologia com base na América do Norte e na Ásia. Tsai fez seu investimento na Premier Lacrosse League em fevereiro de 2019, junto com The Chernin Group e The Raine Group, ajudando a financiar a nova liga de lacrosse fundada pelo jogador de lacrosse, Paul Rabil, e seu irmão Mike Rabil.
Em março de 2018, Tsai se juntou a um grupo liderado por Michael Rubin para comprar o Carolina Panthers.
Tsai também é investidor na franquia da Major League Soccer, Los Angeles FC.

## Vida pessoal
Tsai tem passaportes canadenses e de Hong Kong. Ele é casado com Clara Ming-Hua Wu, neta de Wu San-lien [zh], o primeiro prefeito eleito da cidade de Taipei. Wu passou sua infância em Lawrence, Kansas e se formou na Lawrence High School. Wu também se formou na Universidade de Stanford, onde estudou relações internacionais, e possui MBA pela Harvard Business School. Tsai e Wu têm três filhos. Eles moraram em Hong Kong por mais de uma década e agora moram no bairro de La Jolla, em San Diego, Califórnia, enquanto ele ainda passa grande parte de seu tempo em Hong Kong a negócios. Wu é membro do conselho de curadores da The Bishop's School.

## Política
Em 7 de outubro de 2019, Tsai se pronunciou depois que o gerente geral do Houston Rockets, Daryl Morey, postou um tweet apoiando os manifestantes em Hong Kong.
Em uma carta aberta a todos os fãs da NBA em sua página no Facebook, Tsai explicou, com referência histórica às invasões estrangeiras na China e o por que o tweet de Morey desencadeou um forte sentimento negativo na China.
Tsai disse: “Estou abordando tudo isso porque um estudante de história entenderá que a psique chinesa tem uma bagagem pesada quando se trata de qualquer ameaça, estrangeira ou doméstica, de dividir territórios chineses. Quando surge o tópico de qualquer movimento separatista, o povo chinês sente uma forte sensação de vergonha e raiva por causa dessa história de ocupação estrangeira”.
Em sua carta aberta, Tsai se referiu aos manifestantes de Hong Kong como parte de um "movimento separatista". Ele escreveu: "A única coisa terrivelmente mal compreendida e frequentemente ignorada pela imprensa ocidental e pelos críticos da China é que 1,4 bilhão de cidadãos chineses estão unidos no que diz respeito à integridade territorial da China e à soberania do país sobre sua pátria. Este problema não é negociável”.

## Filantropia
Em março de 2016, Tsai doou US $ 30 milhões para sua alma mater, a Yale Law School, em homenagem a seu pai para apoiar o trabalho contínuo do China Center da Faculdade de Direito e rebatizou-o de Paul Tsai China Center.
Em maio de 2017, Tsai e sua esposa, por meio da Fundação Joe e Clara Tsai, fizeram outra doação a Yale para a construção, lançamento e programas e o batizaram de Centro Tsai para Pensamento Inovador.
Um mês depois, em junho de 2017, os Tsais, novamente por meio da Fundação Joe e Clara Tsai, fizeram uma doação para sua escola, a Lawrenceville School, que foi o maior presente que a escola já recebeu. Tsai é membro do conselho de curadores de Lawrenceville.
No final de março e início de abril de 2020, durante a pandemia de COVID-19, os Tsais doaram 2,6 milhões de máscaras, 170.000 óculos e 2.000 ventiladores para Nova York. Em 20 de abril de 2020, eles doaram US $ 1,6 milhão em suprimentos médicos para hospitais em San Diego.
Em agosto de 2020, os Tsais doaram US $ 50 milhões para iniciativas de justiça social e igualdade econômica para apoiar as causas do BIPOC.

## Prêmios
Em 2017, Tsai recebeu o Prêmio George H.W. Bush por liderança da Universidade de Yale. O prêmio homenageia ex-alunos que, em suas vidas após Yale, fizeram contribuições significativas de liderança em seus mundos de governança, comércio, ciência e tecnologia, educação, serviço público e artes e mídia.